# 馬特·巴貝特
馬特·巴貝特（Matthew Barbet，1976年6月8日—）是英國的一位電視節目主持人和記者。他最著名的節目是在英國第五台和獨立電視台。馬特在2003年加入BBC新聞。2007年9月，馬特加入第五台新聞。在2012年至2014年，馬特是獨立電視台節目Daybreak的主持人之一。現在馬特是第五台新聞的主持人之一。